# Halina Chmielewska

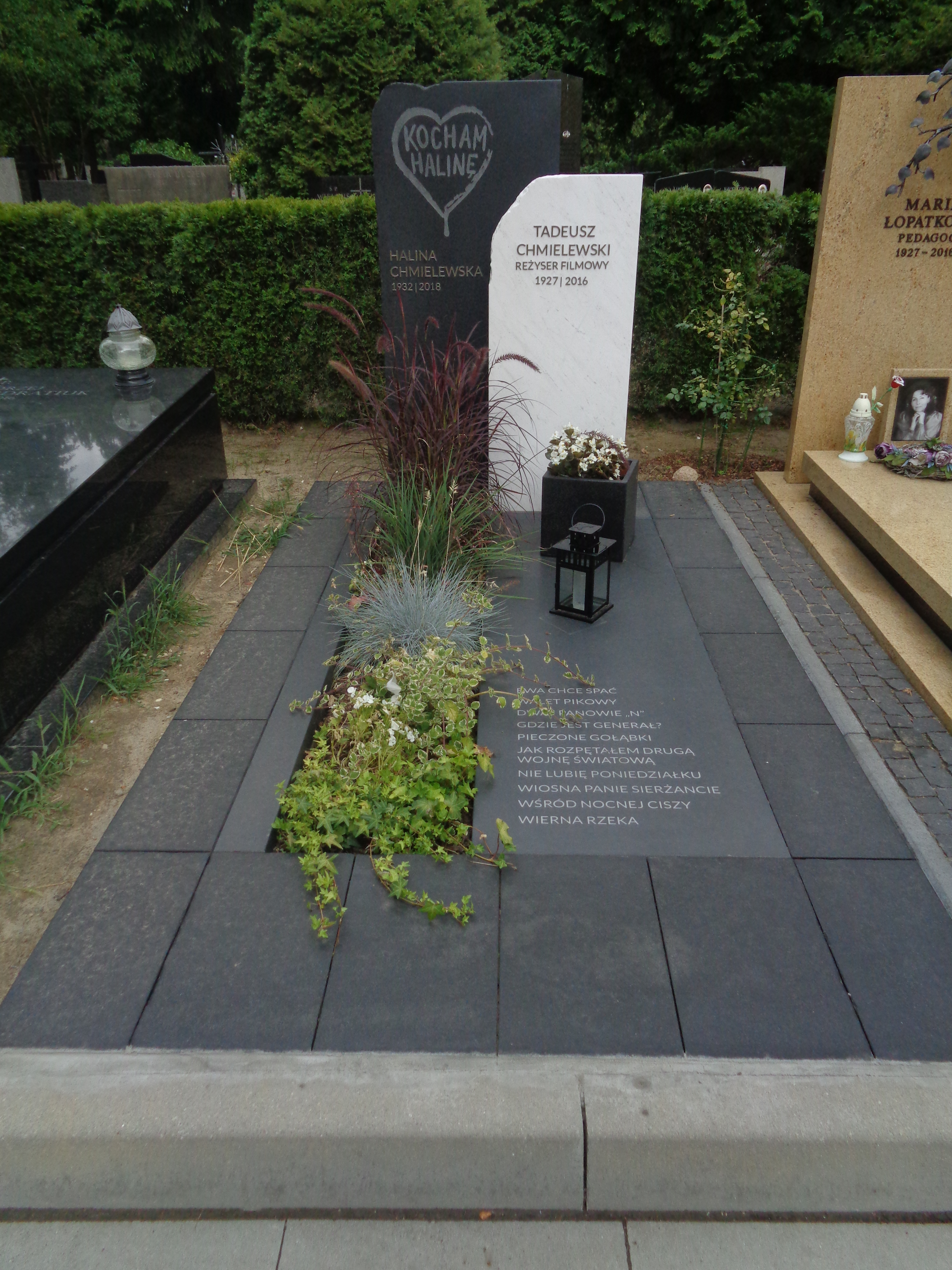
Grób Tadeusza i Haliny Chmielewskich na Cmentarzu Wojskowym na Powązkach

Halina Agata Chmielewska z domu Wirska (ur. 11 września 1932 w Rzeszowie, zm. 17 lutego 2018 w Warszawie) – polska reżyserka filmowa i scenarzystka, współpracowniczka i żona Tadeusza Chmielewskiego. Została pochowana w Alei Zasłużonych na Cmentarzu Wojskowym na Powązkach (G-tuje-27).

## Filmografia
- 1963: Gdzie jest generał... – współpraca reżyserska
- 1966: Pieczone gołąbki – współpraca reżyserska
- 1969: Jak rozpętałem drugą wojnę światową – II reżyser
- 1971: Nie lubię poniedziałku – współpraca reżyserska
- 1974: Wiosna panie sierżancie – współpraca reżyserska
- 1978: Wśród nocnej ciszy – II reżyser
- 1983: Wierna rzeka – współpraca reżyserska, scenariusz